# Achitofel
Achitòfel (in greco antico Ἀχιτόφελ, in latino Achitŏphel; fl. XI secolo a.C.) è stato consigliere di re Davide prima e Assalonne poi.
Uomo di grande sagacia, fu consigliere di re Davide, ma passò dalla parte del figlio di quest'ultimo, Assalonne, ai tempi della rivolta contro il padre (2 Samuele 15,12;16,20-23).
Achitofel consigliò Assalonne di dare la caccia a Davide mentre era allo sbando. Ma Cusài l'Archita, spedito da Davide a Gerusalemme perché si infiltrasse nella corte di Assalonne, riuscì a sovvertire il consiglio di Achitofel, convincendo Assalonne che era meglio organizzare un grande esercito che Assalonne stesso doveva guidare in prima persona per affrontare Davide. Quest'ultimo, grazie a Cusài, riuscì a riorganizzarsi e ad avere la meglio su Assalonne (2 Samuele 15,32-34;17,1-14).

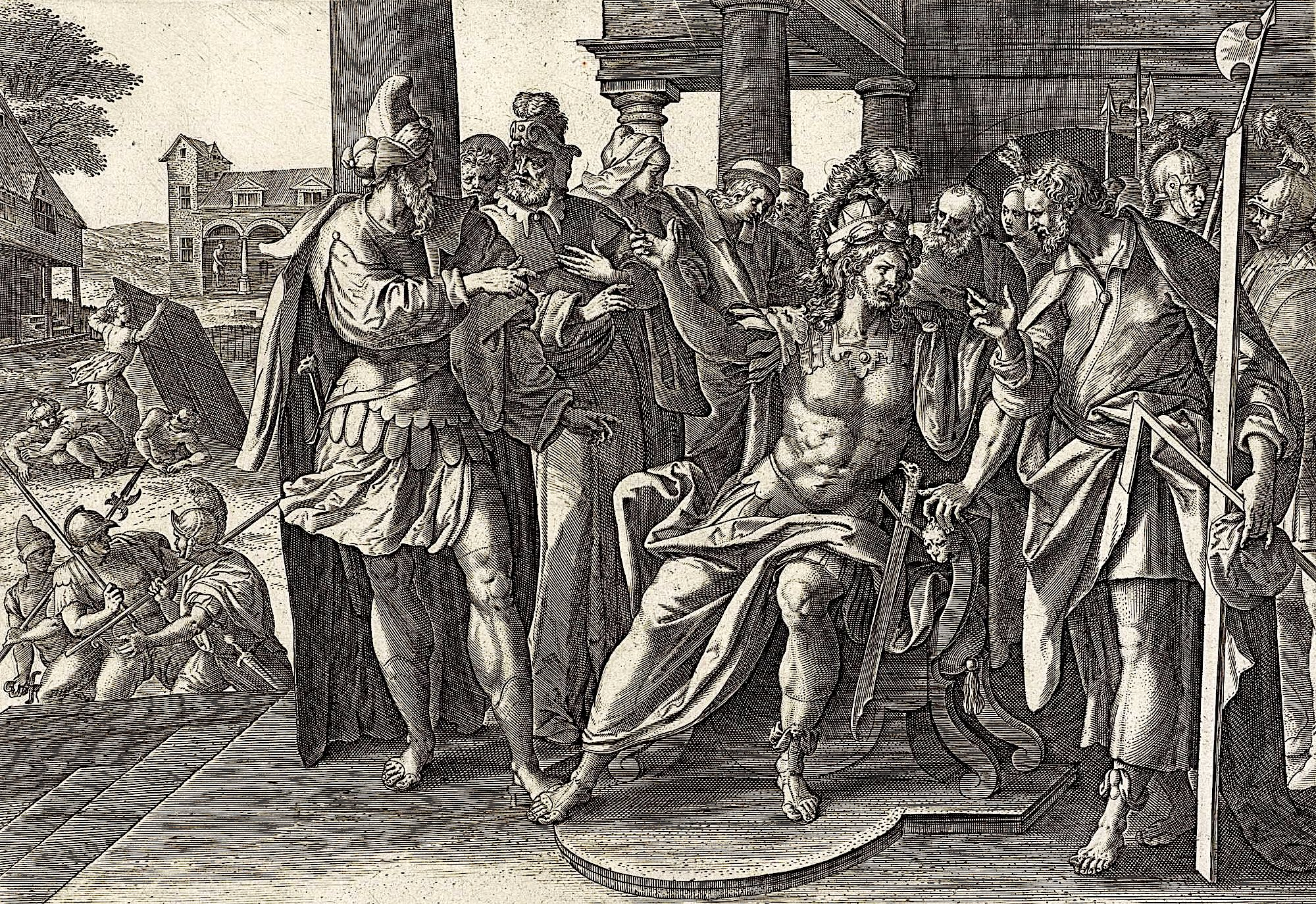
Assalonne, Achitofel e Cusai (Jan Wierix, 1585)

Achitofel, vedendo che il suo consiglio non era stato seguito, sellò l'asino e tornò a casa nella sua città, dove si suicidò impiccandosi (2 Samuele 17,23).